# Jak–40
A Jak–40 (NATO-kódja: Codling) a Szovjetunióban az 1960-as évek közepén a regionális, belföldi járatokra kifejlesztett utasszállító repülőgép. A Jakovlev-tervezőiroda első utasszállító repülőgépe.

## Története
A repülőgép kifejlesztésére a Szovjetunió Minisztertanácsa 1960-ban adott megbízást a Jakovlev-tervezőirodának az akkorra már elavult, belföldi járatokon üzemelő Li–2, Il–12, valamint Il–14 leváltására. Kifejlesztésénél kiemelt szempont volt a gyenge infrastruktúrával rendelkező vidéki repülőterekről történő üzemeltethetőség. A repülőgép tervei 1964-re készen álltak, 1965-ben pedig elkészült a földi statikai vizsgálatokhoz szükséges első prototípus. A repülőgép első felszállására 1966. október 21-én került sor. A berepülésekhez és a földi vizsgálatokhoz összesen hat db prototípus készült, amelyek kismértékben különböztek a későbbi sorozatban gyártott példányoktól. 1967-ben a Szaratovi Repülőgépgyárban kezdődött el a sorozatgyártás.
Az 1967–1981 között folyt sorozatgyártás során összesen 1011 db Jak–40 készült. Ezek nagy részét a Szovjetunióban az Aeroflot a belföldi járatokon üzemeltette. A Jak–40 az 1970-es évek közepére teljesen leváltotta a korábbi elavult típusokat. 1970-től kezdődően 125 db-ot exportáltak 18 országba. 1972-ben a típus légi alkalmassági bizonyítványt kapott Olaszországban, majd egy év múlva az NSZK-ban. A regionális járatokon kívül a Szovjetunióban és több más országban katonai szállító repülőgépként is szolgálatba állították. A szovjet utódállamok belföldi járatairól kivont gépek egy részét VIP-kivitelűre építették át, és több vállalat, valamint magánszemély használja így. Nemzetközi forgalomban ritka, mert sok országban már nem teljesíti a zajszint-előírásokat. Jelenleg is több mint 300 példány üzemel a típusból világszerte. 2006. december 12-ig 21 gép szenvedett balesetet. 1999-ben a Jakovlev-gyár és a Tbiliszi Repülőgépgyár közös modernizációs programot dolgozott ki, amelynek során az átépített gépek a 3 db eredeti hajtómű helyett 2 db Lycoming hajtóművet kapnak.

## Magyarországi alkalmazása
Magyarországon 1975-ben szerzett be egy db légi ellenőrző és kalibráló repülőgéppé átalakított Jak–40-et a Légiforgalmi és Repülőtéri Igazgatóság (LRI). Az LRI Magyarországon és külföldön is a földi irányítóberendezések ellenőrzésére és kalibrálására alkalmazta a HA-YLR lajstromjelű gépet. 1978-tól a Malév üzemeltette a Jak–40E-t, amely továbbra is az LRI tulajdonában volt. Később MALÉV-festést kapott, és egészen 2000 áprilisáig használták, amikor jelenlegi helyére, a ferihegyi Aeroparkba került.
A MALÉV 1991-ben regionális járatainak kiszolgálására további 2 db Jak–40-et szerzett be, de ezektől 1998-ban megvált. Az egyik példányt a LINAIR regionális légitársaságnak adta el, amely már 1994-től használt 2 db másik Jak–40-et. Később a LINAIR HA-LRA lajstromjelű gépe is az Aeroparkba került kiállítási tárgynak.

## Műszaki jellemzői

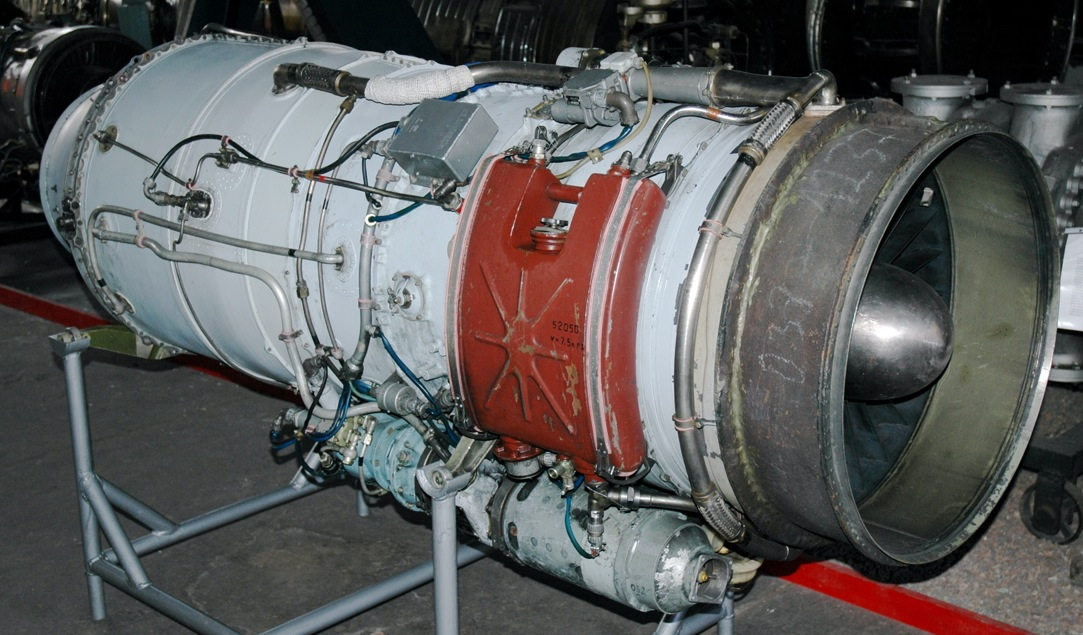
A repülőgépben használt AI–25 sugárhajtómű

Alsószárnyas elrendezésű, hagyományos felépítésű repülőgép. A trapéz alakú egyenes szárny egy egységet képez, a törzsről egyben leszerelhető. Három db, egyenként 14,7 kN tolóerejű Ivcsenko AI–25 kétáramú gázturbinás sugárhajtóművel rendelkezik. Ezek közül kettő a törzs hátsó részén, oldalt lévő gondolákban helyezkedik el, a harmadik pedig a törzs végében. Ennek a levegőbeömlő nyílása a függőleges vezérsíkba van beépítve. A középső hajtóművet sugárfordítóval látták el. Vezérsíkja T-elrendezésű. Az utastérben típusváltozattól függően 27, 30, 32, vagy 36 ülőhely található. A VIP-kialakítású gépekben 8–12 személy számára van ülőhely. Rövid fel- és leszállási úthosszal rendelkezik. Futóműve alkalmassá teszi a füves repülőterekről történő alkalmazását. Felszálláshoz 450 m-es, leszálláshoz 700 m-es pályát igényel. Az orr-részben Groza típusú meteorológiai radar kapott helyet. A hajtóművek indítása a beépített sűrített levegős rendszerrel is lehetséges, így nincs földi kiszolgáló személyzethez kötve. A gép negatív tulajdonságai közé tartozik az AI–25 hajtóművek erős füstölése és a magas tüzelőanyag-fogyasztás.

## Típusváltozatok

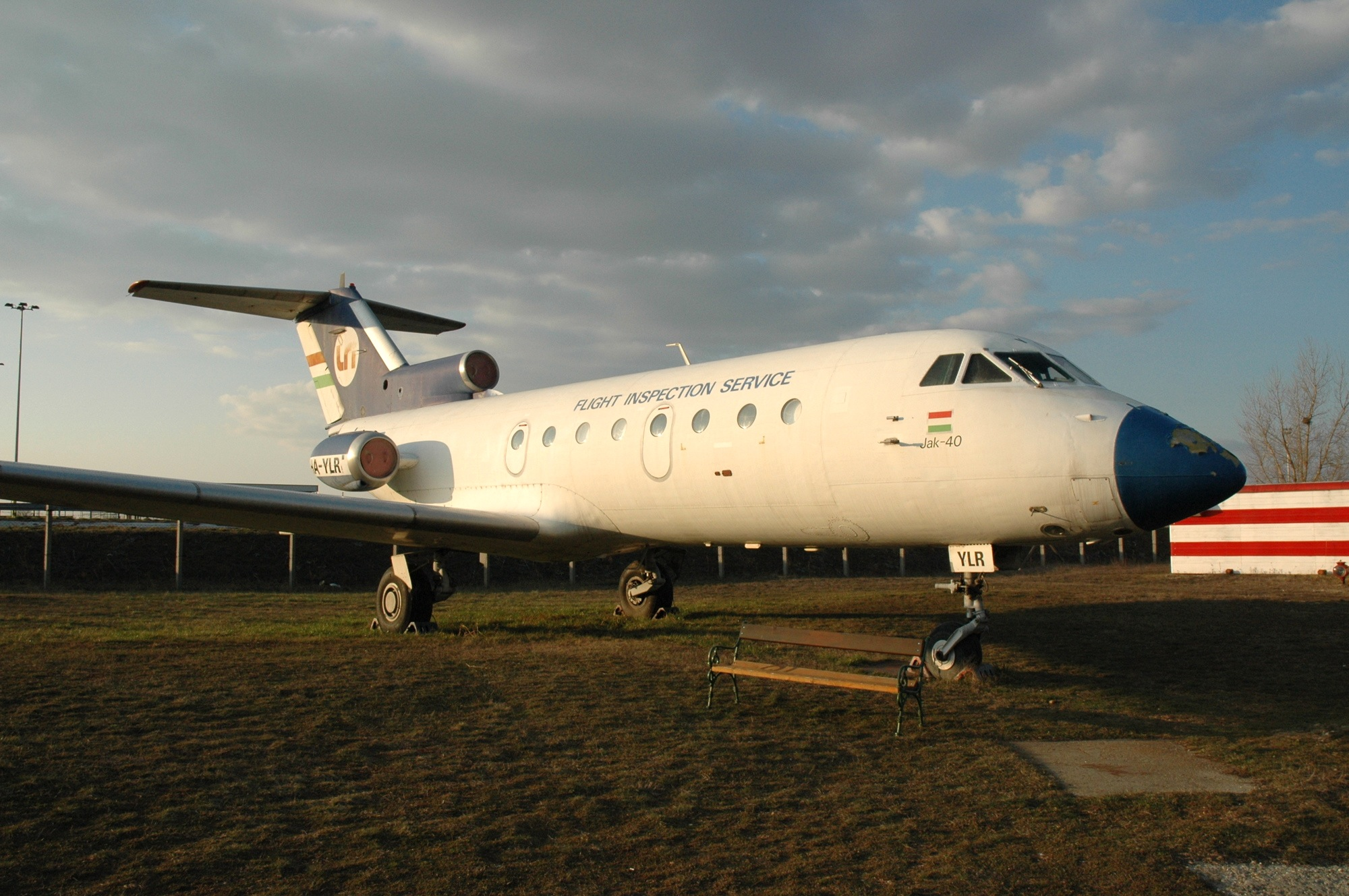
Egykor az LRI által használt HA-YLR lajstromjelű Jak–40 a ferihegyi Repülőgép Emlékparkban

- Jak–40 – a sorozatgyártású alapváltozat, először 24, majd 27 és 32 személyes változatban készült;
- Jak–40 Szalon – 11 személyes VIP-kivitelű változat;
- Jak–40D – nemzetközi közlekedésre alkalmas avionikai berendezésekkel és kiegészítő üzemanyagtartályokkal ellátott, növelt hatótávolságú változat;
- Jak–40DTSZ – légi mentő és deszantváltozat;
- Jak–40K – 1975-től gyártott növelt teherbírású szállító változat nagyméretű teherajtóval;
- Jak–40V – Ivcsenko AI–25T kétáramú gázturbinás sugárhajtóművel felszerelt változat;
- Jak–40E – a magyar LRI megrendelésére kialakított légi ellenőrző és kalibráló repülőgép, mindössze egy példány készült belőle;
- Jak–40 Akva – a Minszki Repülőgépjavító Üzem által kialakított meteorológiai változat légköri kutatásokhoz;
- Jak–40REC – földi rádióelektronikai rendszerek tesztelésére átalakított változat;
- Jak–40–25 – a MiG–25 elektronikai rendszereinek légi teszteléséhez átalakított változat;
- Jak–40L/M602 – a cseh Walter M602 légcsavaros gázturbina légi tesztjeihez átalakított változat;
- Jak–40TL – 2 db 31,1 kN tolóerejű Lycoming LF507–1N gázturbinás sugárhajtóművel felszerelt változat (a hátsó, harmadik hajtóművet eltávolították).

## Műszaki adatai

### Tömeg- és méretadatok
- Fesztáv: 25 m
- Hossz: 20,36 m
- Szárnyfelület: 70 m²
- Magasság: 6,5 m
- Üres tömeg: 9400 kg
- Legnagyobb felszállótömeg: 16 100 kg
- Hasznos teher: 2 pilóta és max. 32 utas

### Hajtóművek
- Hajtómű: Lotarjov–Ivcsenko AI–25 kétáramú gázturbinás sugárhajtómű
- Hajtóművek száma: 3 db
- Tolóerő: 3 x 14,71 kN

### Repülési adatok
- Gazdaságos utazósebesség: 500 km/h
- Utazómagasság: 8000 m
- Maximális sebesség: 600 km/h
- Hatótávolság terhelés nélkül: 1450 km
- Hatótávolság maximális terheléssel: 1000 km alatt
- Felszállási úthossz (normál felszállósúllyal): 340 m
- Kigurulási úthossz (normál leszállósúllyal): 340 m

## Érdekesség
Habár Magyarország csak 1975-ben szerzett be a típusból, Bertha Bulcsu 1976-ban megjelent A kenguru című regényében egy kőbányai kocsmában iszogató szereplők már Malév-gépként beszélnek róla: „– Nem Boeing, ez a MALÉV gépe, Jak–40-es - mondta az egyik sofőr”.

## Külső hivatkozások
- A Jakovlev-gyár honlapja
- Típusismertető az Airwar.ru honlapon (oroszul)
- Jak–40 a Budapest Airport Zrt. honlapján
- A Jak–40 az Ugolok nyeba oldalán (oroszul)